# Linjiang-Yalu-Brücke
Die Linjiang-Yalu-Brücke ist eine Straßenbrücke über den Yalu zwischen der chinesischen Stadt Linjiang in der Provinz Jilin und der nordkoreanischen Provinz Chagang-do.
Die zweispurige, 500 m lange Brücke wurde von der japanischen Besatzungsmacht 1938 erbaut. Sie hat 19 Öffnungen, davon drei mit stählernen Fachwerkträgern mit gekrümmten Obergurten.